# Saramugo španělský
Saramugo španělský (Anaecypris hispanica) je malý druh paprskoploutvých ryb, který patří do čeledi kaprovitých (Cyprinidae). Jedná se o jediného žijícího zástupce rodu saramugo (Anaecypris). Tato sladkovodní ryba je endemitem vod Pyrenejského poloostrova a žije v povodí řeky Guadiany v jižním Španělsku a Portugalsku. Dorůstá do délky nanejvýš 60 mm a dožívá se 3 let. Jejím přirozeným životním prostředím jsou mělké řeky s dobře prokysličenou vodou, jejíž teplota se pohybuje do 25 °C, a kamenitým dnem. Ohrožuje ji ubývání přirozených biotopů.